# Klotoppen
Der Klotoppen (norwegisch für Klauengipfel, japanisch 鷹の爪峰 Takano-tume-mine, deutsch ‚Falkenfanggipfel‘) ist ein 1909 m hoher Berg im Zentrum der Sør Rondane im ostantarktischen Königin-Maud-Land. Er bildet an der Walnumfjella den nordwestlichen Ausläufer des Svindlandfjellet.
Japanische Wissenschaftler erstellten zwischen 1981 und 1982 sowie 1986 Luftaufnahmen und nahmen von 1985 bis 1986 Vermessungen vor. Sie benannten ihn 1988 deskriptiv nach seiner Form. Wissenschaftler des Norwegischen Polarinstituts übertrugen diese Benennung 1989 ins Norwegische.